# Christopher Soames
Arthur Christopher John (Chris) Soames, Baron Soames van Fletching (Penn, Engeland, 12 oktober 1920 – Odiham, Engeland, 16 september 1987) was een Brits politicus en diplomaat van de Conservative Party.

## Biografie

### Jeugd
Soames werd geboren als de zoon van kapitein Arthur Granville Soames (1886-1962) en Hope Parish . Zijn tante was de oprichtster van de scouting, Olave Baden-Powell. De ouders van Soames gingen uit elkaar toen hij nog jong was en zijn moeder hertrouwde met baron Dynevor. In zijn jeugd kreeg hij onderwijs aan twee onafhankelijke scholen: West Down Schools in Hampshire en het Eton College in Windsor.

### Politiek
Soames vervulde zijn dienstplicht in de Tweede Wereldoorlog. Na de oorlog werd hij militair attaché in Parijs. Tussen 1950 en 1966 was hij namens de Conservative Party vertegenwoordigd in het Lagerhuis. In 1958 werd Soames benoemd tot minister van Oorlog in het kabinet van Harold Macmillan. Twee jaar later werd hij benoemd tot minister van Landbouw, Visserij en Voedselvoorziening. Soames bleef tot en met 1964 minister. In 1968 werd hij door premier Harold Wilson benoemd tot ambassadeur in Frankrijk. Deze functie bekleedde Soames tot 1972.
Tussen 1973 en 1977 was Soames Europees commissaris in de commissie van François-Xavier Ortoli. Hij was de eerste Britse vertegenwoordiger bij de Europese Commissie en was tevens vicevoorzitter. Na zijn vertrek bij de Europese Commissie was Soames tussen 1979 en 1980 de laatste gouverneur van Zuid-Rhodesië. In 1980 werd Zuid-Rhodesië als Zimbabwe een onafhankelijke staat.

### Titels
Op 1 januari 1972 werd Soames benoemd als een Ridder Grootkruis in de Orde van Sint-Michaël en Sint-George waardoor hij het ere-predicaat van Sir heeft verkregen. Op 27 juni 1972 werd hij benoemd als een Ridder Grootkruis in de Koninklijke Orde van Victoria waardoor hij het dubbele ere-predicaat van Sir heeft verkregen. Op 19 april 1978 werd Soames benoemd als baron Soames van Fletching en werd lid van het Hogerhuis. Op 14 juni 1980 werd hij benoemd in de Orde van de Eregezellen.

### Privé
Soames was tussen 1947 en zijn overlijden in 1987 getrouwd met Mary Churchill (1922-2014) . Het echtpaar kreeg vijf kinderen:
- Arthur Nicholas Winston (1948)
- Emma Mary (1949)
- Jeremy Bernard (1952)
- Charlotte Clementine (1954)
- Rupert Christopher (1959)

- Bibliothèque nationale de France: cb12890282d (data)
- Biografisch Portaal: 37435530
- Gemeinsame Normdatei: 129963313
- International Standard Name Identifier: 0000 0000 2091 4839
- Nederlandse Thesaurus van Auteursnamen: 087860392
- Parlement.com: vi2jgo6rxozx
- Réseau des bibliothèques de Suisse occidentale: 02-A003841113
- SNAC: w61t1z3q
- Système universitaire de documentation: 157924483
- Virtual International Authority File: 30631719
- WorldCat: E39PBJyxmKbmFWq8brHfCdtFrq

 Albert Borschette* ·  Guido Brunner ·  Claude Cheysson ·  Ralf Dahrendorf* ·  Jean-François Deniau* ·  Cesidio Guazzaroni ·  Finn Olav Gundelach ·  Wilhelm Haferkamp ·  Patrick Hillery ·  Pierre Lardinois ·  François-Xavier Ortoli ·  Carlo Scarascia-Mugnozza ·  Henri Simonet ·  Christopher Soames ·  Altiero Spinelli* ·  George Thomson ·  Raymond Vouel 
  * afgetreden 